# Fotografisch geheugen
Fotografisch geheugen, of eidetisch geheugen, is een term die gebruikt wordt voor het vermogen beelden, geluiden en dergelijke exact op te slaan in het menselijk geheugen. Hoewel het bestaan van fotografisch geheugen ter discussie staat, lijken savanten in staat te zijn informatie nagenoeg perfect te kunnen reproduceren, ook na meerdere maanden of jaren. Bijvoorbeeld door kort een foto van een stadslandschap te bekijken en dat tot in detail na te tekenen uit het geheugen.

## Algemeen
Mensen met een goed geheugen beweren soms dat zij een fotografisch/eidetisch geheugen hebben. Vooral bij kinderen is deze eigenschap sneller op te merken. Er bestaan echter duidelijke verschillen tussen een normaal/goed geheugen en een fotografisch geheugen, waarbij mensen in staat zijn zich allerlei kleine en zeer specifieke details te herinneren. Ook kunnen sommige personen zich scherp allerlei specifieke visuele of audiologische details voor de geest halen. Dergelijke personen noemt men ook wel eidetisch begaafd (Duits: Eidetiker).
In algemene discoursen wordt savantisme soms verward met het syndroom van Asperger en andere autismespectrumstoornissen. Hoewel veel bekende savanten ook voldoen aan autismecriteria van de DSM-5 is er andersom geen koppeling tussen autisme en savantisme, oftewel: autisme hebben heeft geen invloed op of er ook sprake is van savantisme, maar savant zijn betekent wel dat je vaak ook een autismetypische neurologie hebt.

## Kritiek
Het fotografisch geheugen is een controversieel onderwerp. Er is weinig systematisch onderzoek naar gedaan. De meeste gevallen berusten op van horen zeggen en zijn niet nader geverifieerd. Sommige onderzoekers denken zelfs dat het fotografisch geheugen op een mythe berust. Zo zegt Marvin Minsky in zijn boek The Society of Mind dat hij nooit hard bewijs heeft kunnen vinden voor het bestaan van een fotografisch geheugen. Ook de psycholoog en schaker Adriaan de Groot was een dergelijke mening toegedaan. De Groot onderzocht het geheugen van schaakgrootmeesters door hen te vragen allerlei zetten op het schaakbord te memoriseren. Hoewel de schakers verbluffend goed (en beter dan niet-experts) posities en zetten konden onthouden, bleek dit alleen op te gaan voor echte zetten. Als de schaakstukken op posities waren geplaatst die in een echt schaakspel niet voorkwamen, bleken zij niet van gewone proefpersonen te verschillen. Dit wees er op dat zij het vermogen hadden ontwikkeld om bepaalde complexe informatie te organiseren en te structureren, in plaats van dat ze beschikten over een aangeboren fotografisch geheugen. 

## Bekende gevallen
Andere studies lijken echter het bestaan van het eidetische geheugen te bevestigen. Zo is er het verhaal van Charles Stromeyer die een studie maakte van de vermogens van zijn vrouw Elizabeth. Zij was in staat gedichten die ze had gelezen in een taal die ze niet kende jarenlang te onthouden. Ook kon ze willekeurig gerangschikte stippenpatronen herkennen en tot een stereoscopisch beeld samen voegen. Zij bleek de enige proefpersoon te zijn die een dergelijke test wist te volbrengen. Er kunnen echter vraagtekens bij dit onderzoek worden gezet omdat de onderzoeker met de proefpersoon was getrouwd, en ze weigerde de tests voor anderen te herhalen. Ten slotte vermeldt de Russische neuropsycholoog A.R. Luria in het boek Mind of a Mnemonist het bekende geval van Solomon Sjeresjevski. Hij had een buitengewoon goed geheugen voor visuele details, men vermoedt dat de man behept was met het savantsyndroom.

## Personen aan wie een fotografisch geheugen wordt toegedicht
In alfabetische volgorde:
- Viswanathan Anand, schaker
- André-Marie Ampère, Frans wiskundige en natuurkundige
- Leonhard Euler, Zwitsers wiskundige
- Bobby Fischer, schaker
- Garri Kasparov, schaker
- Dimitri Mitropoulos, Grieks dirigent en pianist
- Kees Momma, schrijver
- Claude Monet, kunstschilder
- Wolfgang Amadeus Mozart, componist
- Vladimir Nabokov, schrijver
- John von Neumann, wiskundige
- Marcel Pagnol, Frans schrijver en filmer
- Kim Peek, persoon met het savantsyndroom
- Matteo Ricci, Italiaans jezuïet en missionaris
- Nikola Tesla, ingenieur
- Stu Ungar, pokerspeler
- Stephen Wiltshire, tekenaar